# Giải mã (album)
Giải mã (Tiếng Anh: Decode) là album phòng thu đầu tay của nữ ca sĩ kiêm sáng tác nhạc người Việt Nam Vũ Cát Tường, được phát hành vào ngày 23 tháng 12 năm 2014 bởi Viết Tân. Album có 9 ca khúc đều là những sáng tác của cô, bao gồm những bài hát mới lẫn những bản hit đã được ra mắt trước đó. Giải mã mang đa dạng màu sắc khác nhau của những dòng nhạc như: pop, ballad, R&B, neo soul,... Nhạc sĩ Huy Tuấn là nhà sản xuất chính của album.

## Ý nghĩa tên gọi "Giải mã"
Vũ Cát Tường đã mất khoảng 7 tháng để tìm ra tên gọi ưng ý cho album – lấy ý tưởng từ chính bản thân và những câu chuyện xảy ra xung quanh mình. Chia sẻ về cái tên của album,  Vũ Cát Tường cho biết: 
| “ | Cuộc sống hằng ngày của tôi xoay quanh những bài toán lập trình, viết code, mạch điện và các con số. Bản tính tôi lại khô khan, nên nghĩ tên album lãng mạn dù chỉ một chút thôi cũng khó. Tư duy theo hướng nghệ sĩ không thành, tôi chọn cách đặt "biến" cho các góc chiêm nghiệm của mình. Nếu bản chất của khoa học là quan sát, nghiên cứu và phân tích, thì cách tôi cảm về tình yêu tuổi trẻ cũng theo tiến trình giống như vậy. Tôi đang trên con đường tìm hiểu cuộc sống, lý giải những sự gặp gỡ rồi chia ly. Vì vậy album chẳng còn tên nào phù hợp hơn là "Giải mã" | ” |

9 ca khúc trong album là sự trải nghiệm của Tường trong tình yêu và cuộc sống, mỗi cung bậc cảm xúc là 1 đoạn code riêng mà nữ ca sĩ muốn giải mã.

## Danh sách ca khúc
Toàn bộ bài hát đều được viết bởi Vũ Cát Tường và sản xuất bởi nhạc sĩ Huy Tuấn.
| STT              | Nhan đề          | Thời lượng |
| ---------------- | ---------------- | ---------- |
| 1.               | "Phai"           | 3:24       |
| 2.               | "Niềm yêu khác"  | 4:50       |
| 3.               | "Anh và anh"     | 3:53       |
| 4.               | "Yêu xa"         | 4:53       |
| 5.               | "Hẹn yêu"        | 3:15       |
| 6.               | "Chơ vơ"         | 4:35       |
| 7.               | "Vết mưa"        | 3:30       |
| 8.               | "Đông"           | 3:19       |
| 9.               | "Hôn"            | 4:11       |
| Tổng thời lượng: | Tổng thời lượng: | 35:29      |

## Nội dung
9 ca khúc nằm trong album đều do Vũ Cát Tường sáng tác về thời điểm "đứt gãy" trong tình yêu. Điểm đặc biệt là phần lớn các ca khúc được viết dưới góc nhìn của một chàng trai (xưng "anh" – gọi "em"). Ngay cả khi hoán đổi cách xưng hô, thì giọng hát của Vũ Cát Tường vẫn rất nữ tính và giàu tình cảm, trái ngược với vẻ ngoài nam tính của cô. Phần âm nhạc được sản xuất bởi Huy Tuấn, với những âm thanh điện tử bắt tai, phù hợp với giới trẻ như "Phai" và "Hẹn Yêu" xen lẫn chủ yếu với những dòng nhạc nhẹ nhàng, phổ biến ở thị trường Việt Nam như ballad, R&B để nữ ca sĩ được thể hiện cảm xúc của mình, điển hình qua những ca khúc như "Hẹn Yêu", "Vết Mưa".
Ngoài dòng nhạc chủ đạo là R&B và pop ballad, Vũ Cát Tường đã thể hiện sự "chuyển mình" của bản thân trong những xa khúc như Anh và anh với giai điệu pop-rock mạnh mẽ, xoáy thẳng ngay vào phần điệp khúc, là sự giằng xé giữa "nỗi nhớ" và "lãng quên". Hay như Hôn được Vũ Cát Tường sử dụng nhiều câu từ hoa mỹ, khác hẳn với sự mộc mạc, đơn giản ở những ca khúc trước như: "môi trầm", "sầu bi", "hương nồng", "giấc thơm",... Tuy vậy, Hôn lại vô cùng nhẹ nhàng và dễ chịu dù vẫn là một bản tình ca về sự chia ly. Bản phối acoustic của Đông ở cuối album cũng là một điểm nhấn khác biệt với các ca khúc còn lại. Cách thể hiện của Vũ Cát Tường đơn giản nhưng mạnh mẽ và dứt khoát chứ không thiên về luyến láy như phiên bản cũ của Trúc Nhân.
Mặc dù bao gồm nhiều dòng nhạc nhưng Giải mã lại một lần nữa khẳng định pop ballad vẫn là sở trường của cô. Trong Niềm yêu khác, nữ ca sĩ vào vai một chàng trai đã để mất tình yêu của mình vào tay một người khác, nhưng thay vì hờn giận, trách móc, chàng lại chấp nhận âm thầm trong cay đắng. 
Tương tự là Yêu xa, với lời hát đơn giản mà chân thật, viết về sự chia ly tạm thời của một cặp đôi đang phải xa cách nhau ("Khoảng cách giết đôi ta trong phút giây"). Ca khúc kết thúc với sự buồn bã nhưng vẫn thể hiện niềm hi vọng lớn lao về một ngày 2 người sẽ gặp lại nhau. 
Tiếp đến Vết mưa, Vũ Cát Tường không còn che đậy dòng cảm xúc của mình. Cô đã chứng tỏ rằng không ai có thể diễn tả trọn vẹn cảm xúc của ca khúc bằng nữ ca sĩ. Cơn mưa xuất hiện xuyên suốt bài hát là minh chứng duy nhất cho một cuộc tình buồn, khi phải trải qua cùng một chiều mưa lạnh nhưng  hai người lại có hai tâm trạng đối lập nhau. Cuối cùng, chàng trai đành phải ra về một mình trong đêm giá lạnh, hy vọng cơn mưa sẽ xóa đi nỗi đau vướng bận trong lòng.

## Đánh giá
Nhìn chung, Giải mã là một album đầu tay có chất lượng tốt. Các sáng tác của Tường rất gần gũi và dễ cảm nhận, cùng cách thể hiện  không quá cầu kì. Dù là album đầu tay, nhưng những ca khúc được sáng tác cũng như giọng hát của Tường đã để lại những ấn tượng khó phai không chỉ trong lòng người hâm mộ mà còn đủ để thỏa mãn nhiều tầng lớp khán giả khác nhau.